# 9S470
9S470 (ros. 9С470) – stanowisko dowodzenia systemem przeciwlotniczym 9K37 Buk.

## Historia
13 stycznia 1972 r. Rada Ministrów ZSRR podjęła uchwałę o rozwoju systemów przeciwlotniczych. Nowe systemy miały zastąpić wykorzystywane dotychczas 2K12 Kub. Miała to też być konstrukcja uniwersalna, mogąca operować z lądu oraz z pokładów okrętów jako element systemu М-22 Huragan. Zamawiający oczekiwał stworzenia systemu samobieżnego, mogącego dotrzymać tempa nacierającym jednostkom pancernym. Miał on zwalczać cele powietrzne lecące z prędkością do 800 m/s na małych i średnich wysokościach i przeciążeniach do 12 g, na dystansach do 30 km. Zaprojektowane do tego systemu stanowisko dowodzenia 9S470 miało za zadane zbieranie informacji (m.in. z radaru 9S18), przetwarzania danych o sytuacji i oznaczanie celów wyrzutniom 9A310. Stanowisko dowodzenia miało rozpoznawać do 46 celów na dystansie do 100 km i wysokości do 20 km oraz wskazywać wyrzutniom sześć celów przeznaczonych do zniszczenia w pierwszej kolejności.

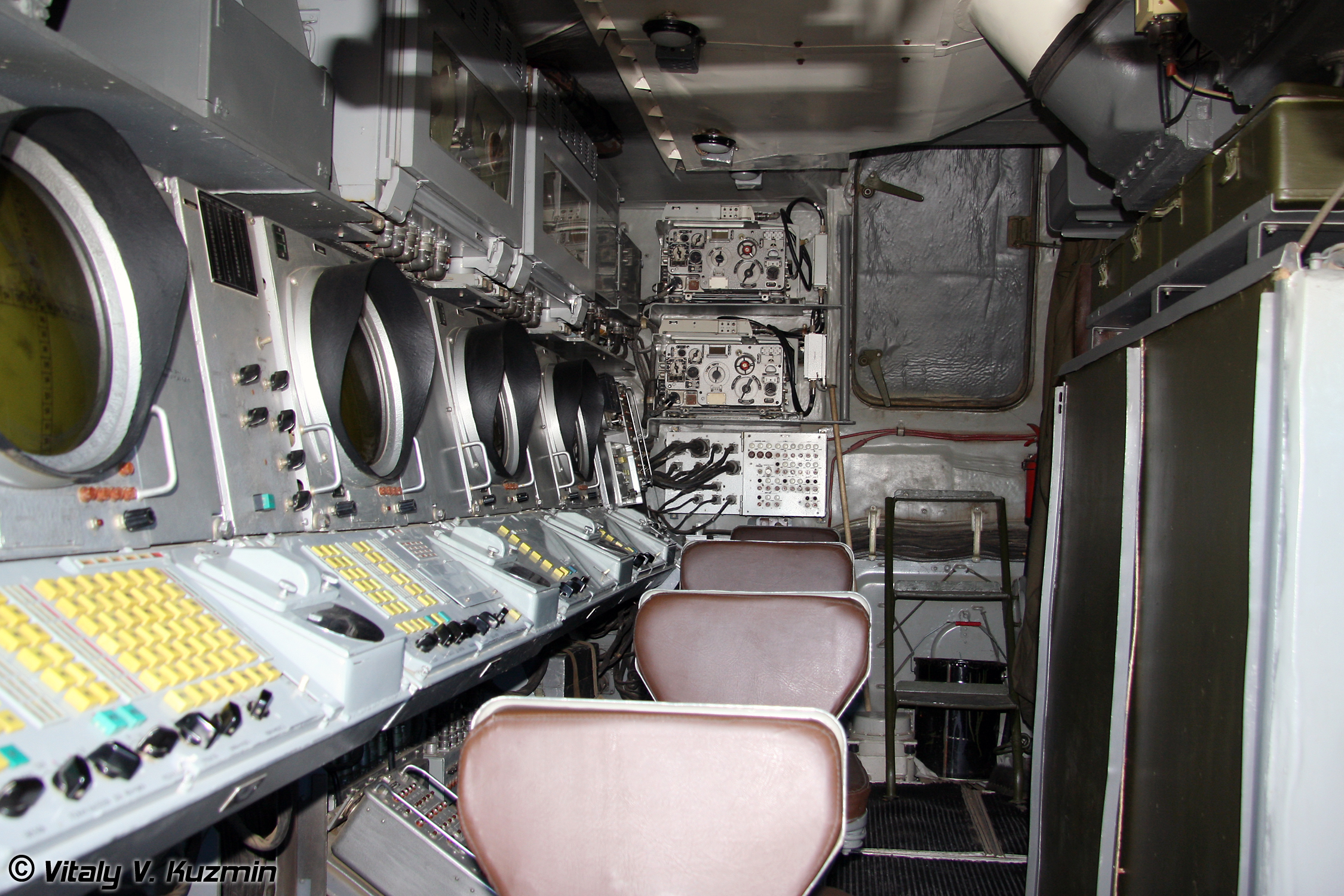
Stanowiska operatorów systemów naprowadzania

Testy systemu 9K37 Buk rozpoczęły się w listopadzie 1977 roku i trwały do wiosny 1979 roku. Dywizja posiadała własne stanowisko dowodzenia 9S470, stanowisko wykrywania i wyznaczania celów 9S18 oraz trzy baterie po dwie wyrzutnie 9A310. Po przyjęciu na uzbrojenie systemu przeciwlotniczego na uzbrojenie w Zakładach Mechanicznych w Uljanowsku uruchomiono seryjną produkcję jego komponentów.
Wraz z rozwojem systemu Buk ewolucji ulegało również stanowisko dowodzenia. Nowa wersja otrzymała oznaczenie 9S470M1 i umożliwia odbiór danych od stacji radarowej 9S18 oraz od stanowisk ogniowych 9A310 wchodzących w skład formacji. 

## Funkcjonalności i działanie
Stanowisko dowodzenia 9S470 zabudowane jest na podwoziu GM-579 o trakcji gąsienicowej. Jego zadaniem jest sterowanie systemem obrony powietrznej Buk poprzez zbieranie, analizowanie i przekazywanie danych do wyrzutni rakiet. Wykonuje to z wykorzystaniem połączeń kablowych bądź radiowych. Współpracuje z stacją radarową 9S18 i sześcioma wyrzutniami 9A310. Jednocześnie utrzymuje połączenie z wyższym szczeblem dowódczym. 9S470 automatycznie dokonuje wyboru trybu odpalania rakiet, przetwarza do 75 wskazań radarowych, śledzi 15 celów określonych jako priorytetowe, wskazuje cele poszczególnym wyrzutniom oraz monitoruje działanie systemów w zarządzanych wyrzutniach. Śledzone cele mogą znajdować się na wysokości do 20 km i w odległości do 100 km. Ponadto jego wyposażenie umożliwia pracę w przypadku stosowania przez  przeciwnika systemów zagłuszających lub awarii radaru jednej z wyrzutni. Możliwa jest również praca stanowiska w trybie szkoleniowym z pełnym odwzorowaniem sytuacji w ochranianej przestrzeni powietrznej.

## Użytkownicy
System przeciwlotniczy 9K37 Buk po rozpadzie ZSRR znalazł się na wyposażeniu sił zbrojnych Rosji i Ukrainy. Ponadto został zaoferowany odbiorcom zagranicznym, co objęło również dostarczenie stanowisk 9S470. W 1986 r. system został dostarczony do Syrii, od 1992 r. znalazły się na wyposażeniu armii Iranu. System Buk został w 1997 r. pozyskany przez Finlandię jako forma spłaty rosyjskiego zadłużenia (wycofano je w 2008 r.). W maju 2005 r. Białoruś zaprezentowała posiadane Buki, od 2007 r. znalazły się na wyposażeniu armii Egiptu. Armia gruzińska w 2008 r. otrzymała kilka zestawów z Ukrainy, które wykorzystano do obrony podczas agresji Rosji na Gruzję. W 2013 r. Buki weszły na uzbrojenie armii Azerbejdżanu.

## Wykorzystanie bojowe
Podczas pełnoskalowej agresji Rosji na Ukrainę system 9K37 Buk został wykorzystany do prowadzenia działań bojowych. W trakcie walk udokumentowano zniszczenie jednego pojazdu 9S470.